# Carretera Federal 113
La Carretera Federal 113 es una Carretera Federal de México que empieza desde Xochimilco, Ciudad de México —en el norte— hasta Oaxtepec, Morelos —en el sur—. La autopista también pasa por el Estado de México.